# One Foot in the Grave
One Foot in the Grave är det fjärde albumet av den amerikanske musikern Beck, utgivet 1994 på K Records.

## Låtlista
Samtliga låtar skrevs av Beck, där inget annat anges.
1. "He's a Mighty Good Leader" (Skip James) – 2:41
2. "Sleeping Bag" – 2:15
3. "I Get Lonesome" – 2:50
4. "Burnt Orange Peel" – 1:39
5. "Cyanide Breath Mint" – 1:37
6. "See Water" – 2:22
7. "Ziplock Bag" – 1:44
8. "Hollow Log" – 1:53
9. "Forcefield" (Beck, Sam Jayne) – 3:31
10. "Fourteen Rivers Fourteen Floods" – 2:54
11. "Asshole" – 2:32
12. "I've Seen the Land Beyond" – 1:40
13. "Outcome" – 2:10
14. "Girl Dreams" (Carter Family, Beck) – 2:02
15. "Painted Eyelids" – 3:06
16. "Atmospheric Conditions" (Beck, Calvin Johnson) – 2:09

Bonusspår på japansk utgåva
1. "It's All in Your Mind" – 2:56
2. "Feather in Your Cap" – 1:12
3. "Whiskey Can Can" – 2:15